# 渦の道

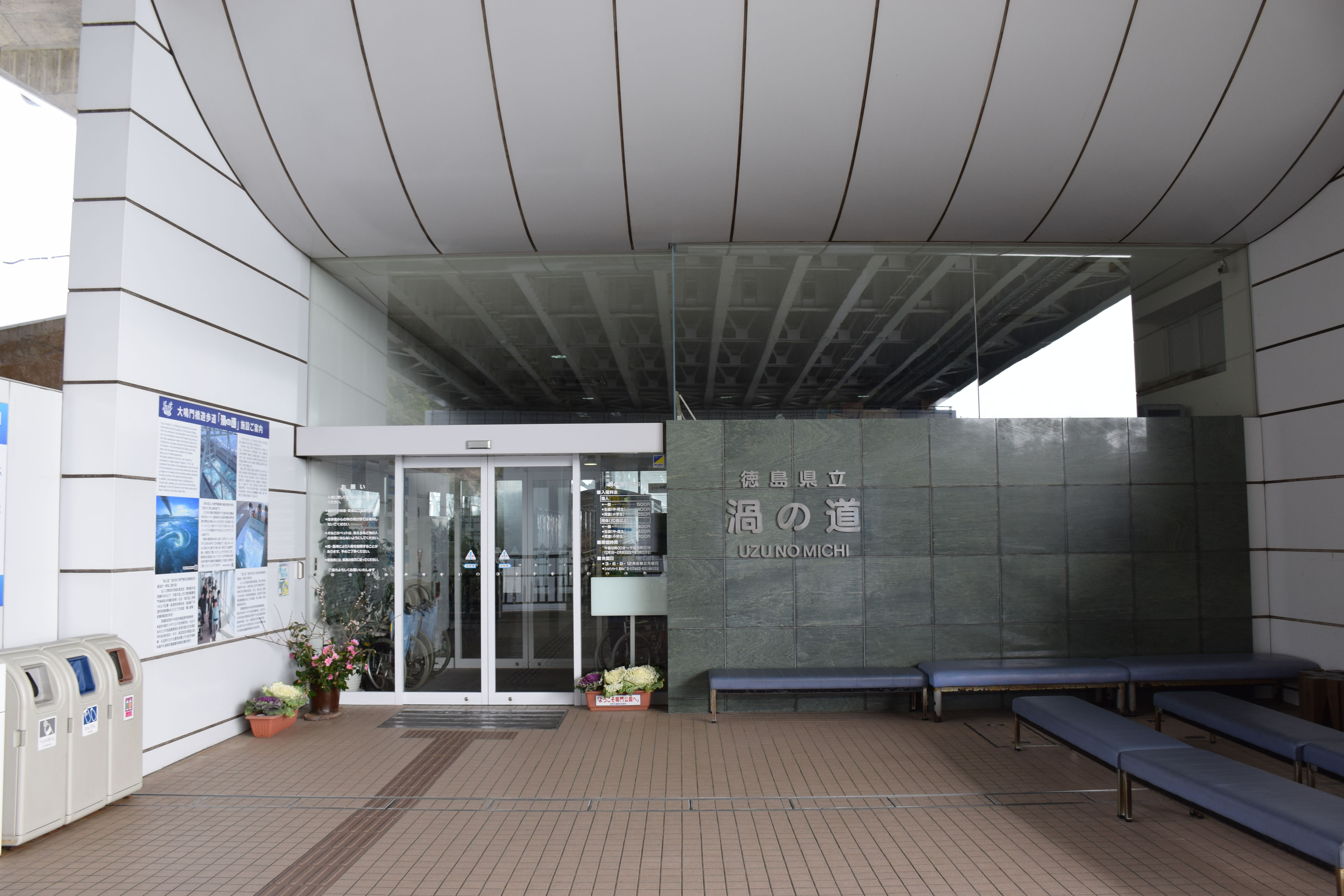
渦の道玄関

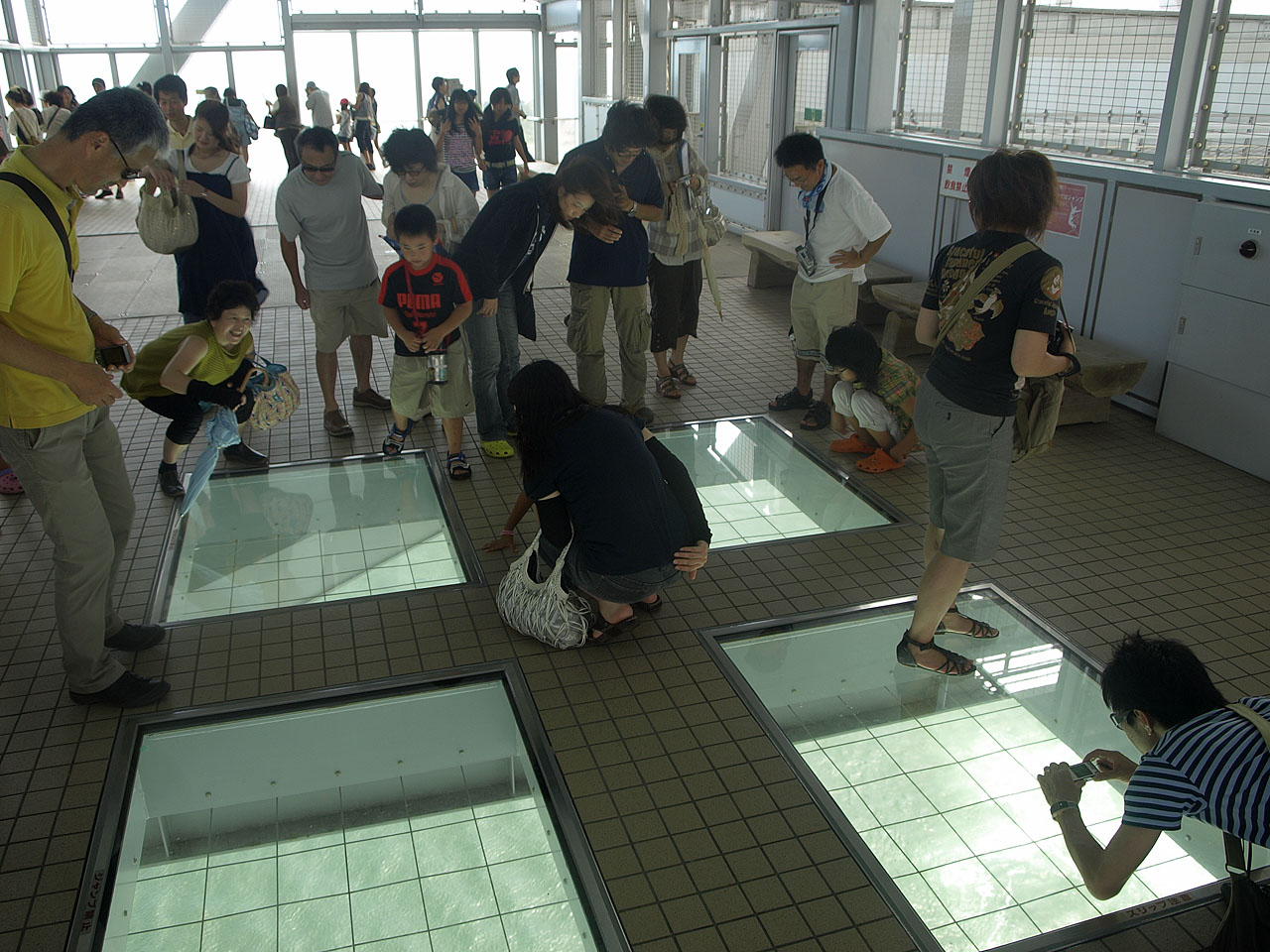
「渦の道」の展望台

渦の道（うずのみち）は、鳴門海峡に架かる大鳴門橋の橋桁下部に設置された、延長約450mの遊歩道および展望台である。2000年（平成12年）4月22日に開業した。徳島県を代表する観光地のひとつであり、展望台から鳴門の渦潮を間近に見下ろすことができる。四国八十八景1番「海上45mより見下ろす迫力の渦潮」に選定されている。

## 概要

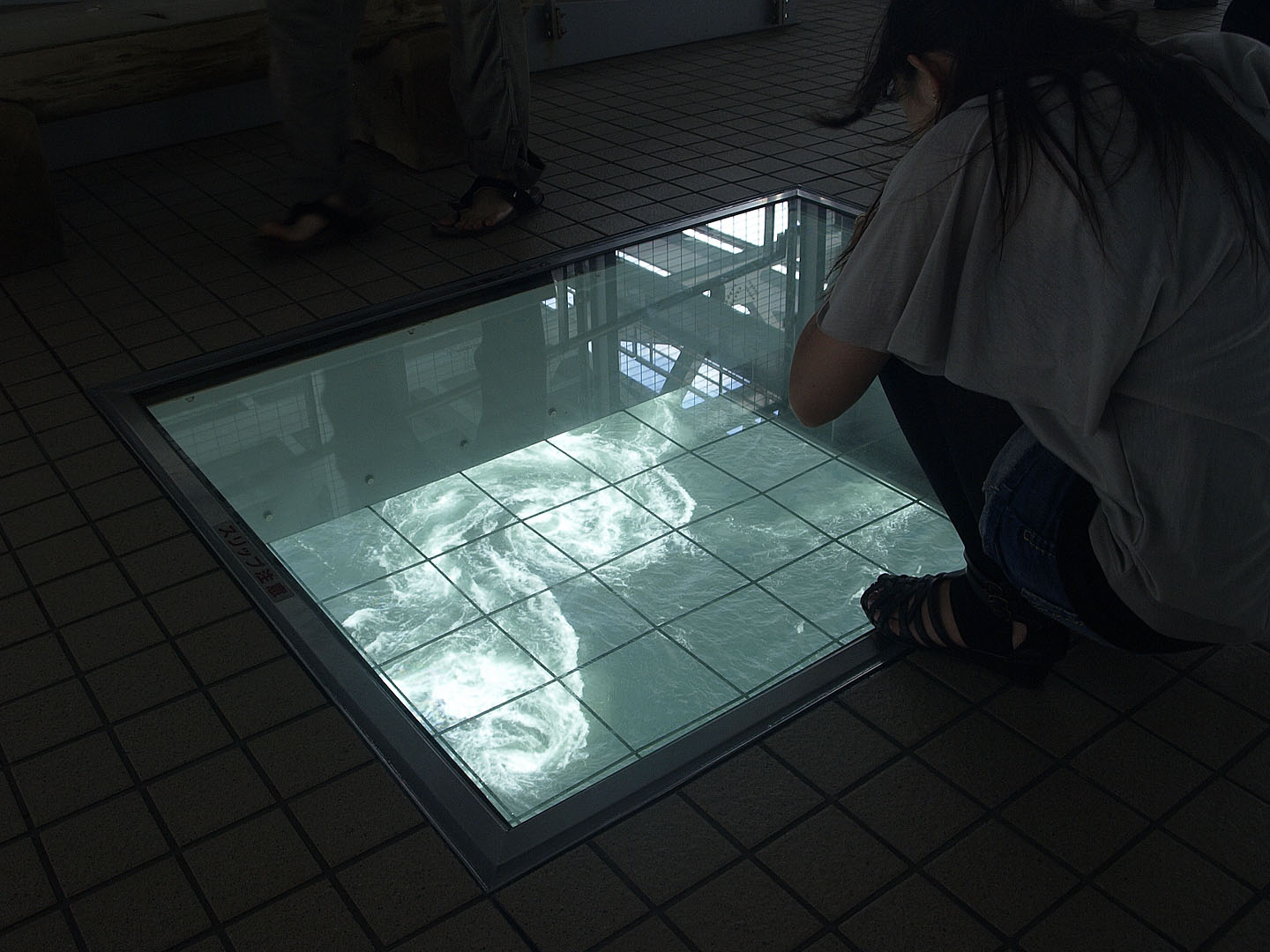
展望台から見る渦潮

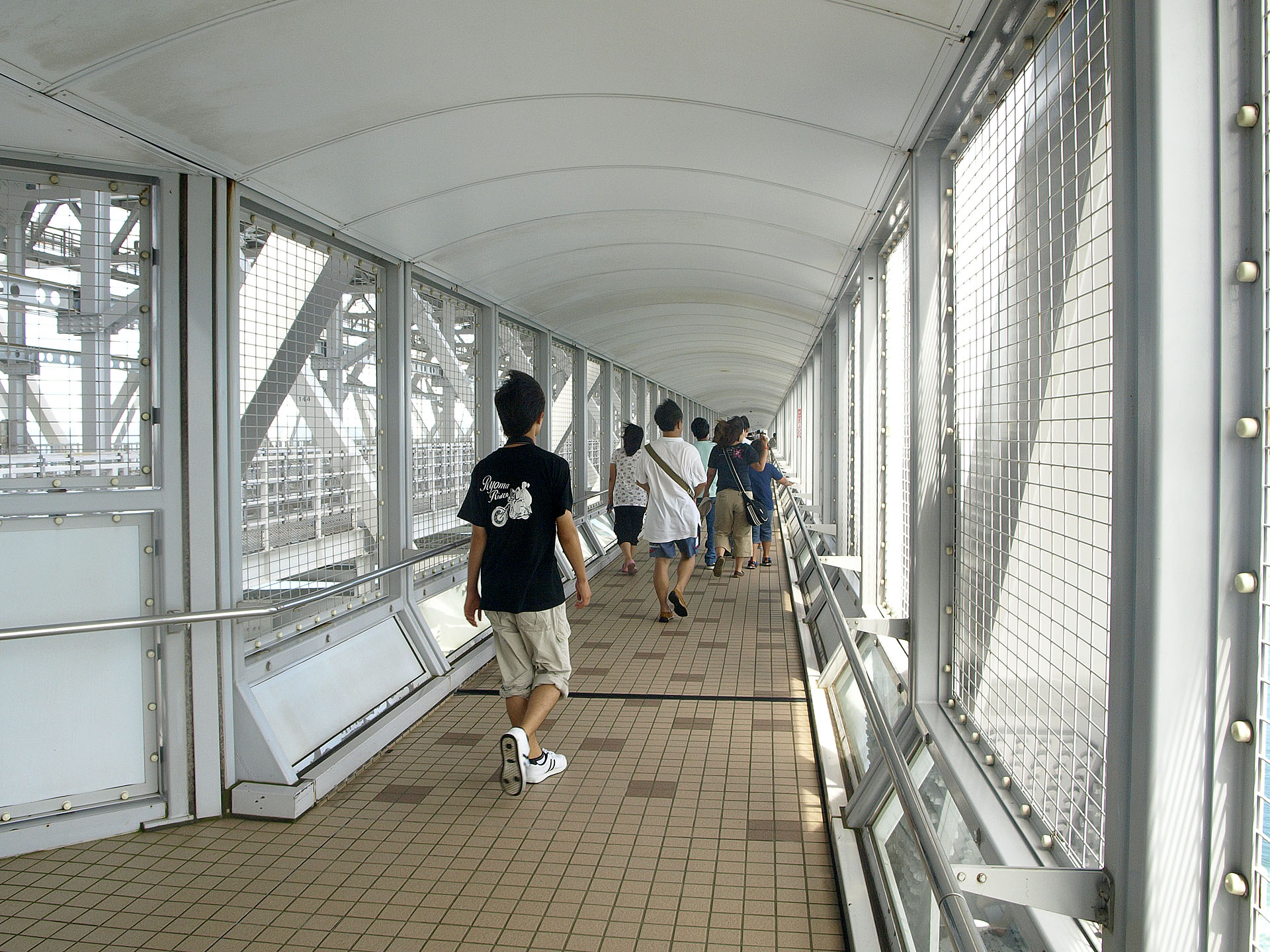
遊歩道

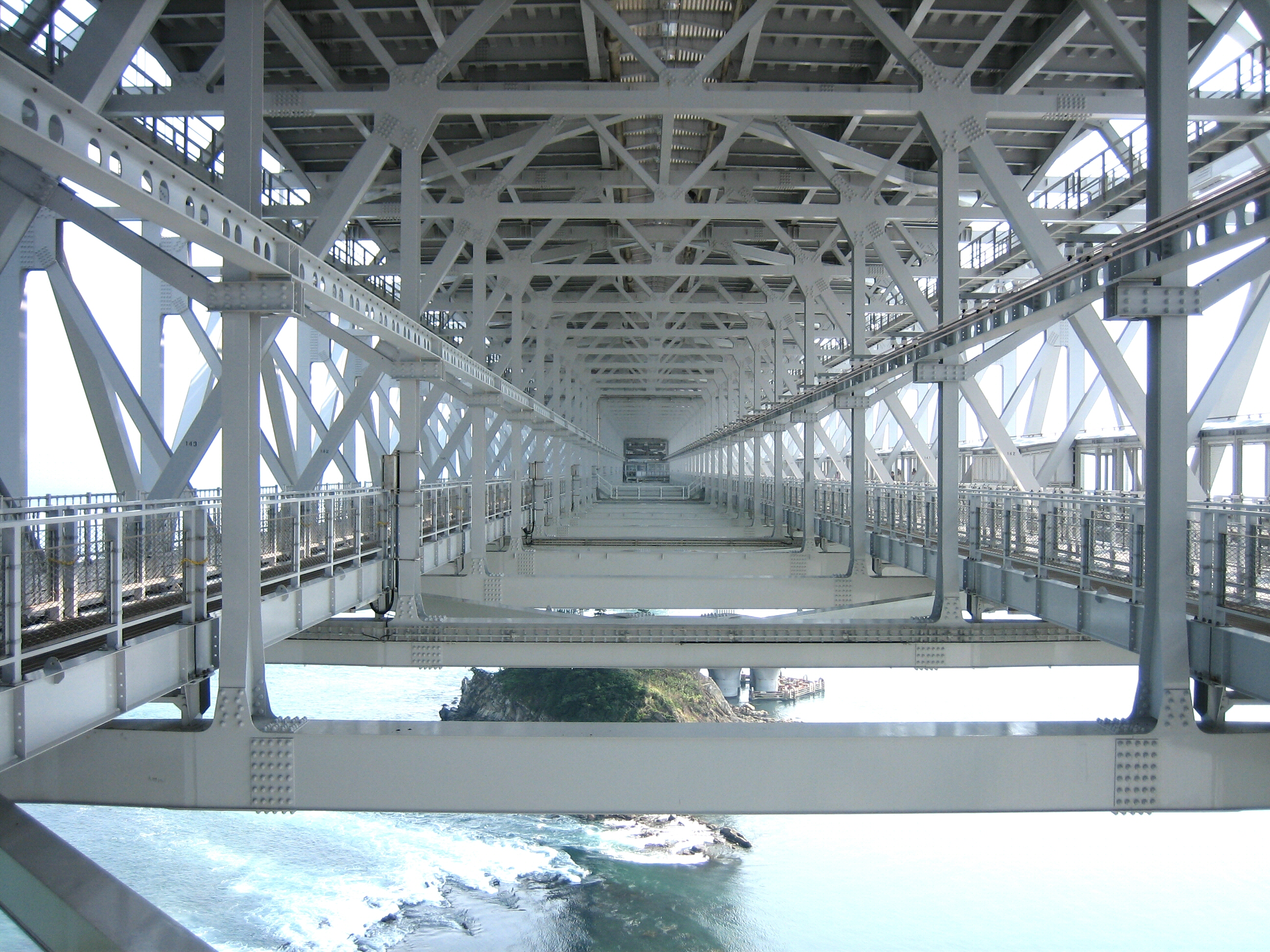
大鳴門橋の橋桁下部（右端に遊歩道、正面に展望台が見える）

徳島県立の観光施設であり、鳴門公園の一部である。関西から四国への経路上にあることもあり、年間の入場者数は約60万人にも上る（2007年度で59万7,660人）。
大毛島の北端、大鳴門橋の徳島県側アンカレイジの上部が入場口となっており、そこから橋桁下層部分に約450mの遊歩道が伸びており、ちょうど渦潮の発生する場所の真上まで行くことが出来る。遊歩道の終端は展望台になっており、渦潮を直上から見下ろせる。海面からの高さは約45m。
展望台からは南東（太平洋）と北西（瀬戸内海）が見渡せるほか、床の一部がガラス張りになっており渦潮を真上から観察できる。遊歩道の床も数ヶ所ガラス張りになっている。強風が吊り橋の構造に悪影響を与えないようにするため外部との仕切りはほとんどが金属の網となっており、風がそのまま施設内に入ってくる。遊歩道には休憩所やトイレが設置されている。
「渦の道」は大鳴門橋の途中で途切れているため、これを使って大鳴門橋を渡り切って兵庫県の淡路島へ行くことはできない。大鳴門橋自体も自動車専用道路であるため、鳴門海峡を徒歩・自転車・原付で渡ることは2021年現在不可能である（航路も存在しない）。淡路交通が鳴門海峡を渡る路線バスを運行しているが、本数は1日6本程度と少ない。現在、桁下空間に渦の道を残した形で淡路島へ渡ることのできる自転車歩行者専用道路「大鳴門橋自転車道」を整備する計画が進んでおり、2023年度に事業化2024年7月22日に起工式が行われた。2027年度の完成を目指している。

## 歴史
- 1985年6月8日 - 大鳴門橋が鉄道道路併用橋として開通
- 1985年8月27日 - 明石海峡大橋が道路単独橋に計画変更される
- 1998年4月5日 - 明石海峡大橋が道路単独橋として開通
- 2000年4月22日  - 「渦の道」開館
- 2004年  - 「渦の道」展望台で阿波踊りを披露する「阿波踊り IN 渦の道」開始
- 2010年4月22日  - 開館10周年を祝う記念式典が開催される。開館以来10年間の来場者数は約667万人であった[6]。
- 2016年8月16日　- 来場者数1000万人突破。開館以来16年4カ月での到達となった。

## 鉄道空間の活用
明石海峡と鳴門海峡に架橋し、淡路島を経由して本州と四国を鉄道で直結する構想は古くから存在しており、1953年には鉄道敷設法別表に架橋区間が追加されている。この構想は「本四淡路線」と呼ばれていた。一方、1969年に制定された新全国総合開発計画（新全総）には「逐次、計画、実施すべき事業の構想」として「本州、四国および九州を連絡する新幹線鉄道の建設」がうたわれ、このルートに新幹線を通す計画が浮上した。その後、1972年に就任した田中角栄首相の日本列島改造論の反映もあり、1973年に四国新幹線（大阪市〜徳島市〜高松市〜松山市〜大分市）の基本計画が決定され、大鳴門橋における鉄道空間の設置が計画に盛り込まれた。そのため大鳴門橋は、下層部に標準軌・複線の鉄道線路が敷設できる空間が確保され、また列車の荷重に耐えられる構造で建設された。そして日本初の二層構造の鉄道道路併用橋（ただし鉄道は未開通）として1985年6月8日に開通した。
ところが、大鳴門橋開通から僅か80日後の1985年8月27日に、明石海峡大橋を道路単独橋として建設することが決定され、結局、明石海峡大橋は鉄道空間を設けることなく1998年に開通した。このため、二つの海峡を橋を経由して鉄道で本州と四国を連絡するという構想は実現不可能となった。加えて、四国新幹線の建設は整備新幹線よりも優先度の低い基本計画線でもあるため、大鳴門橋の鉄道空間は当面使われる見込みがない空間と化した。そこで2000年4月、その鉄道用の空間を活用して開業したのが、渦の道施設である。
明石海峡大橋に代えて、明石海峡や紀淡海峡にトンネルを掘削して淡路島経由で四国まで新幹線を通す構想も提唱されているが、いずれも建設には至っていない。

## アクセス・料金等
下記はいずれも2024年2月現在のものである。
- アクセス
  - バス
    - 鳴門公園バス停（徳島バス鳴門線、鳴門公園線、鳴門大麻線）より徒歩10分

  - 車
    - 鳴門公園駐車場（有料、鳴門北ICより車で5分）より徒歩10分
- 開館時間
  - 8:00-19:00（ゴールデンウィークと夏休み期間）
  - 9:00-18:00（上記を除く3月-9月）
  - 9:00-17:00（10月-2月）
- 料金
  - 510円（大人）、410円（中高生）、260円（小学生）
- 休館日
  - 3月、6月、9月、12月の第2月曜日

## 周辺施設
- 鳴門公園
  - エスカヒル鳴門
  - 徳島県立大鳴門橋架橋記念館
  - 鳴門観光汽船
  - うずしお汽船
  - 大塚国際美術館　など

## その他
- 渦潮が発生する時刻は日によって異なる。施設のウェブページに時刻が掲載されている。
- 2015年6月、世界最大の旅行クチコミサイト「トリップアドバイザー」の「2015年エクセレンス認証」を受賞。「エクセレンス認証」は、優れたホスピタリティとサービスを提供していると認められた施設に与えられる賞[8]。